# شعب هود
شِعْب هود قرية صغيرة تابعة لمديرية السوم في محافظة حضرموت باليمن يعتقد بوجود قبر لنبي الله هود فيها. تسكن هذه القرية بضعة أيام في العام فقط خلال مناسبة دينية سنوية تتمثل بزيارة لقبر النبي هود ثم تبقى بيوتها خالية من السكان في بقية أيام السنة. وتشهد هذه القرية في موسم الزيارة حضورًا كبيرًا يتجاوز 300,000 زائر من مختلف أنحاء اليمن والعالم. ويعد هذا أكبر تجمع ديني سنوي في محافظة حضرموت. كما أن موقعها كان سوقًا من أسواق العرب المشهورة في الجاهلية ويسمى سوق الشحر.

## سوق الشحر
كانت هذه السوق من أسواق العرب القديمة وتقوم في النصف من شهر شعبان تحت ظل الجبل الذي عليه قبر النبي هود بعد انفضاض الناس من سوق دبا بعمان، ويقصدها من كان ثمة من تجار البر والبحر، والبضاعة الرائجة فيها البز والأدم والكندر والمر والصبر والدخن. ولا يسير إليها قاصدها إلا بخفارة لبعدها وانقطاعها، فلا غنى لتجار العرب عن خفارة يتخفرون بها، وكان يقوم بهذه الخفارة أهل مهرة. وكان بيعهم بها برمي الحصاة وإلقاء الحجارة. غير أن هذه السوق قد غلبت عليها الصبغة الدينية بعد الإسلام، فلم تعد تسمى بسوق الشحر وإنما أصبحت التسمية المعروفة زيارة نبي الله هود.
وما زالت السوق التي تقام في شِعْب هود تقام في النصف من شعبان كل سنة إلى حدود القرن الثاني عشر الهجري، فتغير الموعد إلى بداية الأسبوع الثاني من شهر شعبان، ثم حاول أحد السادة العلويين إرجاع الأمر إلى ما كان عليه، فتم الأمر بعد مراجعات، ثم اختلف أهل تريم وأهل عينات، ولم تسو القضية إلا بإعادة الأمر إلى ما كان عليه بالآخرة.

## قبر النبي هود
وقد مات النبي هود في بلاد الأحقاف وأصبح وجود قبره متواترا بمحله المعروف بشرق حضرموت على سفح الجبل المعروف بشعب هود القريب من كهف برهوت الشهير. قال ابن جرير الطبري في تفسيره «جامع البيان عن تأويل آي القرآن»: «حدثنا ابن حميد، قال: حدثنا سلمة، قال: حدثنا ابن إسحاق، عن محمد بن عبد الله بن أبي سعيد الخزاعي، عن أبي الطفيل عامر بن واثلة، قال: سمعت علي بن أبي طالب، يقول لرجل من حضرموت: هل رأيتَ كثيبًا أحمرَ تُخالِطُه مَدَرَةٌ حمراء، ذا أرَاكٍ وسِدْرٍ كثير بناحية كذا وكذا مِن أرض حضرموت، هل رأيتَه؟ قال: نعم يا أمير المؤمنين، واللهِ إنك لتَنْعَتُه نعتَ رجل قد رآه. قال: لا، ولكني قد حُدِّثتُ عنه، فقال الحضرمي: وما شأنُه يا أمير المؤمنين؟ قال: فيه قبرُ هودٍ صلوات الله عليه». وقد تحدد موضع القبر هناك في سفح الجبل، ويصل طوله نحو خمسة أمتار رأسه بين حجرتين، وبنيت عليه قبة بيضاء أسفلها صخرة كبيرة يقال لها «الناقة». ويعتبر قبر النبي هود أكثر الأضرحة قدسية عند أهل حضرموت.

### زيارة قبر نبي الله هود
ويتردد الحضارمة حاليا إلى شِعْب هود كل سنة في شهر شعبان لزيارة قبر النبي هود، حيث استفاد علماء الدين والمشايخ من هذا التجمع السنوي، وأكثروا فيه من الدروس العلمية، والخطب الوعظية، مع النشاطات الاجتماعية، وأصبح موسما من المواسم العامة بحضرموت لأغراض الوعظ الديني والعبادة والتجارة. ويقصد هذه الزيارة أهالي وادي حضرموت وأكثرهم من مدينة تريم، وللسادة العلويين في تريم الرعاية التامة والإشراف على تنظيم هذه الزيارة، ولم تقتصر على أهل حضرموت فحسب بل يهب إليها آلاف الزوار من مختلف أقطار العالم لحضور ذلك التجمع الديني. وتخلو هذه الزيارة من النساء تماما فجميع الزوار من ذكور شيوخ كبار وشباب وأطفال بالغين.

#### مراسم الزيارة
تسبق موعدها الدعاية والتحضير وترغيب الناس للزيارة بإقامة ما يسمى بـ«التهويدة» عقب خروج المصلين من المساجد بعد قراءة قصة الإسراء والمعراج وأداء فريضة العشاء برفع الصوت جماعيا عند المناداة بعبارات «هود جاء، هود جاء، هود نبي» تجوب شوارع تريم وذلك في السابع والعشرين من شهر رجب. وتبدأ ترتيبات الزيارة بالغسل والوضوء في ماء جارٍ في وادي المسيلة يسمى بنهر الحفيف ثم الصعود إلى مسجد حصاة عمر المحضار لصلاة تحية المسجد والضحى ومن ثم السير مشيا بسكينة ووقار يرددون بعض الأذكار الدينية حتى بئر التسليم للسلام على الأنبياء والرسل بدءا بالنبي آدم وانتهاء بالنبي محمد، ثم الصعود إلى ضريح النبي هود في القبة لقراءة سورة هود وبعض الأذكار، ثم النزول إلى تحت الصخرة الكبيرة التي تسمى عند العوام «الناقة» للتحدث عن مناقب الأسلاف وإنشاد الأذكار والاستماع إلى المواعظ الدينية من أحد السادة العلويين، وبعد الانتهاء من الوعظ والإرشاد الديني ينزل الزوار إلى مساكنهم وهم يرددون عبارات القبول والتوسل مثل «زرنا وقد رجعنا وعسى القبول معنا»، وهكذا كل زيارة تنسب إلى أحد المناصب من السادة العلويين ومن أشهرهم آل الشيخ أبي بكر بن سالم وزيارات آل بلفقيه وآل شهاب الدين وآل حامد بدءا من اليوم الثامن من شهر شعبان وتختم في اليوم العاشر منه ويعود الزوار إلى تريم في اليوم الثالث عشر.

### استشهادات
1. ↑  "طقوسه تنعش أسواق حضرموت باليمن.. قبر «النبى هود» .. قبلة الزوار وموطن الحضارة". بوابة الأهرام. مؤرشف من الأصل في 2021-05-31.
2. ↑  الزركلي، خير الدين (2002). الأعلام (PDF). بيروت، لبنان: دار العلم للملايين. ج. الجزء الثامن. ص. 101. مؤرشف من الأصل (PDF) في 2021-06-22.
3. ↑  المرزوقي، أحمد بن محمد (1417 هـ). الأزمنة والأمكنة. بيروت، لبنان: دار الكتب العلمية. ص. 384. {{استشهاد بكتاب}}: تحقق من التاريخ في: |تاريخ= (مساعدة)
4. ↑  البغدادي، محمد بن حبيب (1361 هـ). المحبر. حيدر آباد، الهند: مطبعة جمعية دائرة المعارف العثمانية. ص. 266. {{استشهاد بكتاب}}: تحقق من التاريخ في: |تاريخ= (مساعدة)
5. ↑  الأفغاني، سعيد بن محمد (1379 هـ). أسواق العرب في الجاهلية والإسلام. دمشق، سوريا. ص. 266. مؤرشف من الأصل في 21 نوفمبر 2021. {{استشهاد بكتاب}}: تحقق من التاريخ في: |تاريخ= (مساعدة)
6. 1 2  السقاف، علي بن محسن (1430 هـ). الاستزادة من أخبار السادة. عمان، الأردن: دار الفتح. ج. الجزء الأول. ص. 485. ISBN:9789957231385. {{استشهاد بكتاب}}: تحقق من التاريخ في: |تاريخ= (مساعدة)
7. ↑  الطبري، محمد بن جرير (1422 هـ). جامع البيان عن تأويل آي القرآن (PDF). القاهرة، مصر: دار هجر. ج. الجزء العاشر. ص. 268. {{استشهاد بكتاب}}: تحقق من التاريخ في: |تاريخ= (مساعدة)
8. ↑  "زيارة شِعْب نبي الله هود... وقائعها وأحداثها لحظة بلحظة (2)". الأمناء نت. مؤرشف من الأصل في 2021-05-31.
9. ↑  "زيارة نبي الله هود عليه السلام.. محفل ديني وموروث شعبي." صحيفة الأيام. مؤرشف من الأصل في 2021-05-31.
10. ↑  "اختتام فعاليات زيارة نبي الله هود بحضرموت". دنيا الوطن. مؤرشف من الأصل في 2021-05-31.

## روابط خارجية
- كتاب «نيل المقصود في مشروعية زيارة نبي الله هود عليه السلام».